# Tytuł płyty
Tytuł płyty – album studyjny polskiej grupy rockowej Grejfrut wydany 28 sierpnia 2000 przez Universal Music Polska. Na albumie znajduje się cover piosenki „Gaj”, oryginalnie śpiewanej przez Marka Grechutę i Marylę Rodowicz. W teledysku do utworu „Kosmita” wystąpiła aktorka Joanna Brodzik.

## Spis utworów
Opracowano na podstawie materiału źródłowego.
1. "Intro" - 00:07
2. "No to hey" - 03:04
3. "Kosmita" - 03:28
4. "Ocal mnie przed sobą samym" - 04:57
5. "Dziki dziki zachód" - 03:24
6. "Za mało zmysłów" - 04:16
7. "Grejfrut" - 03:09
8. "Lekarstwo" - 04:54
9. "Koko szanel" - 03:22
10. "Jane`s" - 04:03
11. "Homo szuja" - 03:07
12. "O tym dniu" - 03:48
13. "j.f.k." - 03:13
14. "Gaj" - 03:23

## Skład
Opracowano na podstawie materiału źródłowego.
- Bartłomiej Świderski - wokal
- Tomasz Butryn - instrumenty klawiszowe
- Marcin Ciempiel - gitara basowa
- Jakub Głuszkiewicz - perkusja
- Andrzej Karp - wszystkie instrumenty
- Piotr Nalepa - gitara

### Dodatkowi muzycy
- Michał Jelonek - 4, 6, 12 - skrzypce
- Piotr Korzeniowski - 3 - trąbka
- Bronisław Szałański - 7, 9, 13 - saksofon